# Статистика всеукраїнського футбольного дербі
Всеукраїнське футбольне дербі — суперництво двох українських футбольних клубів — київського «Динамо» і донецького «Шахтаря».

## Результати матчів

### Загальна таблиця
Дані станом на 11 травня 2024
|            | ЧУ         | КУ         | СКУ        | ЧС         | КС         | СКС        | КФС        | УЄФА       | Тов.       | Всього     |
| Результати | Результати | Результати | Результати | Результати | Результати | Результати | Результати | Результати | Результати | Результати |
| ---------- | ---------- | ---------- | ---------- | ---------- | ---------- | ---------- | ---------- | ---------- | ---------- | ---------- |
| Динамо     | 25         | 6          | 5          | 41         | 2          | 0          | 0          | 0          | 9          | 79         |
| Нічия      | 19         | 0          | 5          | 26         | 0          | 2          | 0          | 1          | 2          | 53         |
| Шахтар     | 28         | 10         | 3          | 15         | 1          | 0          | 3          | 1          | 3          | 61         |
| Голи       |            |            |            |            |            |            |            |            |            |            |
| Динамо     | 84         | 15         | 17         | 128        | 4          | 3          | 1          | 2          | 29         | 254        |
| Шахтар     | 87         | 25         | 16         | 79         | 3          | 3          | 4          | 3          | 13         | 220        |

### Чемпіонат України
Всього 72 матчів у чемпіонаті України:
- 28 перемог «Шахтаря», 25 перемог «Динамо», 19 нічиїх;
- 87 голів «Шахтаря», 84 голи «Динамо»

| Сезон   | Дата              | Стадіон                                    | Глядачі | Господарі | Гості  | Рахунок | Голи господарів                              | Голи гостей                                            |
| ------- | ----------------- | ------------------------------------------ | ------- | --------- | ------ | ------- | -------------------------------------------- | ------------------------------------------------------ |
| 1992—93 | 4 жовтня 1992     | Республіканський, Київ                     | 7 200   | Динамо    | Шахтар | 2:0     | Леоненко (36), Панкратьєв (38)               |                                                        |
| 1992—93 | 2 травня 1993     | «Шахтар», Донецьк                          | 5 500   | Шахтар    | Динамо | 1:1     | Попов (51)                                   | Шкапенко (35)                                          |
| 1993—94 | 5 вересня 1993    | Республіканський, Київ                     | 3 500   | Динамо    | Шахтар | 1:1     | Анненков (29)                                | Попов (35)                                             |
| 1993—94 | 28 травня 1994    | «Шахтар», Донецьк                          | 10 000  | Шахтар    | Динамо | 1:0     | Ателькін (78)                                |                                                        |
| 1994—95 | 8 листопада 1994  | «Шахтар», Донецьк                          | 25 000  | Шахтар    | Динамо | 1:3     | Петров (49 пен.)                             | Шкапенко (34 пен.), Михайленко (45), Мізін (84)        |
| 1994—95 | 10 березня 1995   | Республіканський, Київ                     | 3 500   | Динамо    | Шахтар | 3:0     | Похлебаєв (36), Леоненко (52, 56)            |                                                        |
| 1995—96 | 2 жовтня 1995     | «Шахтар», Донецьк                          | 6 000   | Шахтар    | Динамо | 2:3     | Федьков (17), Орбу (44)                      | Лужний (29), Косовський (35), Беженар (81)             |
| 1995—96 | 13 квітня 1996    | Республіканський, Київ                     | 7 000   | Динамо    | Шахтар | 3:1     | Шевченко (7, 46), Максимов (74)              | Осташов (77)                                           |
| 1996—97 | 6 вересня 1996    | «Шахтар», Донецьк                          | 11 000  | Шахтар    | Динамо | 1:3     | Кривенцов (42)                               | Косовський (25), Леоненко (31, 83)                     |
| 1996—97 | 12 травня 1997    | «Динамо», Київ                             | 5 000   | Динамо    | Шахтар | 3:1     | Ребров (69), Белькевич (76), Михайленко (86) | С. Ковальов (67)                                       |
| 1997—98 | 1 вересня 1997    | «Динамо», Київ                             | 3 000   | Динамо    | Шахтар | 3:0     | Шевченко (18, 44), Ребров (85)               |                                                        |
| 1997—98 | 28 квітня 1998    | «Шахтар», Донецьк                          | 35 000  | Шахтар    | Динамо | 0:0     |                                              |                                                        |
| 1998—99 | 29 листопада 1998 | «Динамо», Київ                             | 6 000   | Динамо    | Шахтар | 2:1     | Ребров (32), Шевченко (73)                   | Матвєєв (89)                                           |
| 1998—99 | 22 травня 1999    | «Шахтар», Донецьк                          | 33 000  | Шахтар    | Динамо | 0:0     |                                              |                                                        |
| 1999—00 | 29 листопада 1999 | «Шахтар», Донецьк                          | 10 000  | Шахтар    | Динамо | 0:0     |                                              |                                                        |
| 1999—00 | 14 травня 2000    | «Динамо», Київ                             | 16 500  | Динамо    | Шахтар | 2:1     | Хацкевич (45), Белькевич (77)                | Воробей (60)                                           |
| 2000—01 | 1 жовтня 2000     | «Шахтар», Донецьк                          | 31 000  | Шахтар    | Динамо | 1:1     | Воробей (47)                                 | Боднар (40)                                            |
| 2000—01 | 7 квітня 2001     | НСК «Олімпійський», Київ                   | 73 950  | Динамо    | Шахтар | 1:2     | Мелащенко (17)                               | Агахова (50), Н'Діає (53)                              |
| 2001—02 | 15 липня 2001     | «Динамо», Київ                             | 22 000  | Динамо    | Шахтар | 2:2     | Мелащенко (17), Несмачний (62)               | Н'Діає (81), Воробей (83)                              |
| 2001—02 | 3 червня 2002     | «Шахтар», Донецьк                          | 32 000  | Шахтар    | Динамо | 2:0     | Федоров (43 аг), Гавранчич (90 аг)           |                                                        |
| 2002—03 | 26 липня 2002     | «Шахтар», Донецьк                          | 32 000  | Шахтар    | Динамо | 1:0     | Воробей (45+2)                               |                                                        |
| 2002—03 | 21 травня 2003    | «Динамо» ім. Лобановського, Київ           | 18 000  | Динамо    | Шахтар | 2:1     | Шацьких (45+3), Пуканич (57 аг)              | Попов (27)                                             |
| 2003—04 | 5 жовтня 2003     | «Динамо» ім. Лобановського, Київ           | 15 000  | Динамо    | Шахтар | 1:1     | Рінкон (67)                                  | Тимощук (6)                                            |
| 2003—04 | 10 квітня 2004    | РСК «Олімпійський», Донецьк                | 25 000  | Шахтар    | Динамо | 2:4     | Левандовський (45), Тимощук (48)             | Верпаковскіс (17), Рінкон (35), Леко (61), Чернат (87) |
| 2004—05 | 15 липня 2004     | «Динамо» ім. Лобановського, Київ           | 16 800  | Динамо    | Шахтар | 0:2     |                                              | Левандовський (35), Дуляй (83)                         |
| 2004—05 | 16 червня 2005    | РСК «Олімпійський», Донецьк                | 25 500  | Шахтар    | Динамо | 3:2     | Бєлік (45), Жадсон (56, 90+4)                | Рінкон (69 пен.), Клебер (84)                          |
| 2005—06 | 7 листопада 2005  | РСК «Олімпійський», Донецьк                | 25 500  | Шахтар    | Динамо | 0:1     |                                              | Ребров (74)                                            |
| 2005—06 | 10 травня 2006    | «Динамо» ім. Лобановського, Київ           | 17 600  | Динамо    | Шахтар | 2:2     | Шацьких (10), Мілевський (21)                | Чигринський (53), Жадсон (66)                          |
| 2005—06 | 14 травня 2006    | «Металург», Кривий Ріг                     | 29 734  | Шахтар    | Динамо | 2:1     | Маріка (60), Агахова (100)                   | Родольфо (80)                                          |
| 2006—07 | 6 листопада 2006  | «Динамо» ім. Лобановського, Київ           | 14 600  | Динамо    | Шахтар | 1:0     | Шацьких (73)                                 |                                                        |
| 2006—07 | 23 травня 2007    | РСК «Олімпійський», Донецьк                | 26 100  | Шахтар    | Динамо | 2:2     | Левандовський (18), Брандау (49 пен.)        | Клебер (26), Рінкон (57)                               |
| 2007—08 | 15 липня 2007     | РСК «Олімпійський», Донецьк                | 25 500  | Шахтар    | Динамо | 1:1     | Жадсон (60)                                  | Рінкон (29)                                            |
| 2007—08 | 11 листопада 2007 | «Динамо» ім. Лобановського, Київ           | 8 000   | Динамо    | Шахтар | 2:1     | Бангура (45, 52)                             | Жадсон (47 пен.)                                       |
| 2008—09 | 16 листопада 2008 | РСК «Олімпійський», Донецьк                | 21 000  | Шахтар    | Динамо | 1:0     | Вілліан (34)                                 |                                                        |
| 2008—09 | 26 травня 2009    | «Динамо» ім. Лобановського, Київ           | 15 800  | Динамо    | Шахтар | 1:0     | Мілевський (79)                              |                                                        |
| 2009—10 | 21 листопада 2009 | «Динамо» ім. Лобановського, Київ           | 14 500  | Динамо    | Шахтар | 3:0     | Мілевський (45, 54), Ярмоленко (61)          |                                                        |
| 2009—10 | 5 травня 2010     | «Донбас Арена», Донецьк                    | 52 518  | Шахтар    | Динамо | 1:0     | Ілсінью (15)                                 |                                                        |
| 2010—11 | 3 жовтня 2010     | «Донбас Арена», Донецьк                    | 50 310  | Шахтар    | Динамо | 2:0     | Адріану (63), Тейшейра (90+1)                |                                                        |
| 2010—11 | 1 травня 2011     | «Динамо» ім. Лобановського, Київ           | 15 000  | Динамо    | Шахтар | 3:0     | Гусєв (24 пен., 90), Шевченко (62)           |                                                        |
| 2011—12 | 24 вересня 2011   | «Динамо» ім. Лобановського, Київ           | 17 000  | Динамо    | Шахтар | 0:0     |                                              |                                                        |
| 2011—12 | 7 квітня 2012     | «Донбас Арена», Донецьк                    | 52 207  | Шахтар    | Динамо | 2:0     | Алекс Тейшейра (55), Ракицький               |                                                        |
| 2012—13 | 2 вересня 2012    | «Донбас Арена», Донецьк                    | 53 423  | Шахтар    | Динамо | 3:1     | Кучер (20, 62), Адріану (81)                 | Ярмоленко (45)                                         |
| 2012—13 | 7 квітня 2013     | НСК «Олімпійський», Київ                   | 66 837  | Динамо    | Шахтар | 1:2     | Ярмоленко (10)                               | Мхітарян (44, 75)                                      |
| 2013—14 | 4 серпня 2013     | «Донбас Арена», Донецьк                    | 52 667  | Шахтар    | Динамо | 3:1     | Срна (3), Едуардо (52), Тейшейра (84)        | Беланда (8)                                            |
| 2013—14 | 16 квітня 2014    | НСК «Олімпійський», Київ                   | 59 360  | Динамо    | Шахтар | 0:2     |                                              | Адріану (10, 34)                                       |
| 2014—15 | 5 жовтня 2014     | НСК «Олімпійський», Київ                   | 57 502  | Динамо    | Шахтар | 1:0     | Віда (71)                                    |                                                        |
| 2014—15 | 26 квітня 2015    | «Арена Львів», Львів                       | 32 509  | Шахтар    | Динамо | 0:0     |                                              |                                                        |
| 2015—16 | 16 жовтня 2015    | НСК «Олімпійський», Київ                   |         | Динамо    | Шахтар | 0:3     |                                              | Марлос (51), Тейшейра (59, 67)                         |
| 2015—16 | 1 травня 2016     | «Арена Львів», Львів                       |         | Шахтар    | Динамо | 3:0     | Едуардо (33, 78), Нем (73)                   |                                                        |
| 2016—17 | 9 вересня 2016    | Металіст, Харків                           |         | Шахтар    | Динамо | 1:1     | Дентіньйо (75)                               | Гусєв (24 пен)                                         |
| 2016—17 | 12 грудня 2016    | НСК «Олімпійський», Київ                   |         | Динамо    | Шахтар | 3:4     | Мораес (1), Рибалка (30), Бєсєдін (90+2)     | Хачеріді (4 (аг), 89 (аг)), Фред (50), Феррейра (58)   |
| 2016—17 | 21 квітня 2017    | НСК «Олімпійський», Київ                   |         | Динамо    | Шахтар | 0:1     |                                              | Феррейра (12)                                          |
| 2016—17 | 26 травня 2017    | ОСК «Металіст», Харків                     |         | Шахтар    | Динамо | 2:3     | Патрік (23), Дентіньйо (58)                  | Гармаш (20), Ярмоленко (52 (п)), 72                    |
| 2017—18 | 22 липня 2017     | ОСК «Металіст», Харків                     |         | Шахтар    | Динамо | 0:1     |                                              | Мбокані (46)                                           |
| 2017—18 | 22 жовтня 2017    | НСК «Олімпійський», Київ                   |         | Динамо    | Шахтар | 0:0     |                                              |                                                        |
| 2017—18 | 14 квітня 2018    | ОСК «Металіст», Харків                     |         | Шахтар    | Динамо | 0:1     |                                              | Шепелєв (32)                                           |
| 2017—18 | 19 травня 2018    | «Динамо» імені Валерія Лобановського, Київ |         | Динамо    | Шахтар | 2:1     | Вербич (16), Хочолава (55, аг)               | Марлос (23)                                            |
| 2018—19 | 3 серпня 2018     | НСК «Олімпійський», Київ                   |         | Динамо    | Шахтар | 1:0     | Вербич (65)                                  |                                                        |
| 2018—19 | 3 листопада 2018  | ОСК «Металіст», Харків                     |         | Шахтар    | Динамо | 2:1     | Мораес (54), Коваленко (90)                  | Шапаренко (44)                                         |
| 2018—19 | 24 квітня 2019    | НСК «Олімпійський», Київ                   |         | Динамо    | Шахтар | 0:0     |                                              |                                                        |
| 2018—19 | 22 травня 2019    | ОСК «Металіст», Харків                     |         | Шахтар    | Динамо | 1:1     | Тете (50)                                    | Циганков (36, п)                                       |
| 2019—20 | 10 серпня 2019    | НСК «Олімпійський», Київ                   |         | Динамо    | Шахтар | 1:2     | Родрігес (39)                                | Мораес (21), Марлос (64)                               |
| 2019—20 | 10 листопада 2019 | ОСК «Металіст», Харків                     |         | Шахтар    | Динамо | 1:0     | Кривцов (18)                                 |                                                        |
| 2019—20 | 31 травня 2020    | НСК «Олімпійський», Київ                   |         | Шахтар    | Динамо | 3:1     | Марлос (39, 67), Маркос Антоніо (74)         | Буяльський (38)                                        |
| 2019—20 | 4 липня 2020      | НСК «Олімпійський», Київ                   |         | Динамо    | Шахтар | 2:3     | Вербич (51), де Пена (67)                    | Степаненко (31), Коноплянка (39), Алан Патрік (72)     |
| 2020—21 | 8 листопада 2020  | НСК «Олімпійський», Київ                   |         | Динамо    | Шахтар | 0:3     |                                              | Мораес (34), Антоніо (66), Патрік (73)                 |
| 2020—21 | 17 квітня 2021    | НСК «Олімпійський», Київ                   |         | Шахтар    | Динамо | 0:1     |                                              | де Пена (34 пен.)                                      |
| 2021—22 | 3 жовтня 2021     | НСК «Олімпійський», Київ                   |         | Динамо    | Шахтар | 0:0     |                                              |                                                        |
| 2022—23 | 16 жовтня 2022    | «Арена Львів», Львів                       |         | Шахтар    | Динамо | 3:1     | Зубков (29), Мудрик (47), Сікан (74)         | Ванат (46)                                             |
| 2022—23 | 22 квітня 2023    | «Динамо» ім. Лобановського, Київ           |         | Динамо    | Шахтар | 1:1     | Андрієвський (82)                            | Степаненко (12)                                        |
| 2023—24 | 3 листопада 2023  | «Динамо» ім. Лобановського, Київ           |         | Динамо    | Шахтар | 0:1     |                                              | Зубков (53)                                            |
| 2023—24 | 11 травня 2024    | «Арена Львів», Львів                       |         | Шахтар    | Динамо | 1:0     | Судаков (33 пен.)                            |                                                        |

### Кубок України
Всього 16 матчів в кубку України:
- 10 перемог «Шахтаря», 6 перемог «Динамо»;
- 25 голів «Шахтаря», 15 голів «Динамо».

| Сезон   | Етап        | Дата            | Стадіон                            | Глядачі | Господарі | Гості  | Рахунок        | Голи господарів                                          | Голи гостей                             |
| ------- | ----------- | --------------- | ---------------------------------- | ------- | --------- | ------ | -------------- | -------------------------------------------------------- | --------------------------------------- |
| 2001—02 | Фінал       | 26 травня 2002  | НСК «Олімпійський», Київ           | 81 000  | Динамо    | Шахтар | 2:3            | Белькевич (31), Шацьких (50)                             | Попов (10), Ателькін (81), Воробей (98) |
| 2002—03 | Фінал       | 25 травня 2003  | НСК «Олімпійський», Київ           | 71 000  | Динамо    | Шахтар | 2:1            | Хацкевич (56), Рінкон (90+1)                             | Воробей (18)                            |
| 2004—05 | Фінал       | 29 травня 2005  | НСК «Олімпійський», Київ           | 68 000  | Шахтар    | Динамо | 0:1            |                                                          | Рінкон (11)                             |
| 2006—07 | Фінал       | 27 травня 2007  | НСК «Олімпійський», Київ           | 64 500  | Шахтар    | Динамо | 1:2            | Елано (89)                                               | Клебер (58), Гусєв (80)                 |
| 2007—08 | Фінал       | 7 травня 2008   | «Металіст», Харків                 | 28 000  | Шахтар    | Динамо | 2:0            | Гладкий (44), Гай (76)                                   |                                         |
| 2008—09 | 1/2 фіналу  | 13 травня 2009  | РСК «Олімпійський», Донецьк        | 23 000  | Шахтар    | Динамо | 1:0            | Левандовський (83)                                       |                                         |
| 2009—10 | 1/4 фіналу  | 28 жовтня 2009  | «Донбас Арена», Донецьк            | 47 452  | Шахтар    | Динамо | 2:0            | Срна (22), Фернандінью (90+2)                            |                                         |
| 2010—11 | Фінал       | 25 травня 2011  | «Ювілейний», Суми                  | 27 800  | Динамо    | Шахтар | 0:2            |                                                          | Едуардо (64), Адріану (87)              |
| 2011—12 | 1/8 фіналу  | 26 жовтня 2011  | «Динамо» ім. Лобановського, Київ   | 16 000  | Динамо    | Шахтар | 2:3            | Ярмоленко (41), Мілевський (90+5)                        | Едуардо (9, 88), Тейшейра (21)          |
| 2012—13 | 1/16 фіналу | 23 вересня 2012 | «Донбас Арена», Донецьк            | 47 571  | Шахтар    | Динамо | 4:1            | Адріану (22), Тейшейра (40), Фернандінью (76), Срна (82) | Тайво (27)                              |
| 2013—14 | Фінал       | 15 травня 2014  | «Ворскла» ім. Бутовського, Полтава | 9 700   | Динамо    | Шахтар | 2:1            | Кучер (40) (аг), Віда (43)                               | Коста (57)                              |
| 2014—15 | Фінал       | 4 червня 2015   | НСК «Олімпійський», Київ           | 53 455  | Динамо    | Шахтар | 0:0 (пен. 5:4) |                                                          |                                         |
| 2016—17 | Фінал       | 17 травня 2017  | ОСК «Металіст», Харків             | 53 455  | Шахтар    | Динамо | 1:0            | Марлос (80)                                              |                                         |
| 2017—18 | Фінал       | 9 травня 2018   | Дніпро-Арена, Дніпро               |         | Динамо    | Шахтар | 0:2            |                                                          | Феррейра (47), Ракіцький (61)           |
| 2018—19 | 1/4 фіналу  | 7 квітня 2019   | ОСК «Металіст», Харків             |         | Шахтар    | Динамо | 1:1 (пен. 4:3) | Мораес (57)                                              | Гармаш (9)                              |
| 2019—20 | 1/8 фіналу  | 30 жовтня 2019  | НСК «Олімпійський», Київ           |         | Динамо    | Шахтар | 2:1            | Сидорчук (22), Попов (110)                               | Степаненко (90)                         |

### Суперкубок України
Всього 11 матчів в суперкубку України:
- 5 перемог «Динамо», 3 перемоги «Шахтаря»; 5 нічиїх: у серії пенальті 3 перемоги «Динамо», 2 перемоги «Шахтаря»;
- 17 голів «Динамо», 16 голів «Шахтаря»

| Рік  | Дата            | Стадіон                            | Глядачі | Господарі | Гості  | Рахунок      | Голи господарів                | Голи гостей                                    |
| ---- | --------------- | ---------------------------------- | ------- | --------- | ------ | ------------ | ------------------------------ | ---------------------------------------------- |
| 2004 | 10 липня 2004   | «Чорноморець», Одеса               | 34 362  | Динамо    | Шахтар | 1:1 6:5 пен. | Гусєв (23)                     | Левандовський (75)                             |
| 2005 | 9 липня 2005    | «Чорноморець», Одеса               | 30 000  | Шахтар    | Динамо | 1:1 4:3 пен. | Елано (5)                      | Белькевич (32)                                 |
| 2006 | 16 липня 2006   | «Чорноморець», Одеса               | 35 000  | Динамо    | Шахтар | 2:0          | Маркович (10), Мілевський (87) |                                                |
| 2007 | 10 липня 2007   | «Чорноморець», Одеса               | 32 000  | Динамо    | Шахтар | 2:2 4:2 пен. | Михалик (26, 30)               | Гладкий (14), Ткаченко (54)                    |
| 2008 | 15 липня 2008   | «Ворскла» ім. Бутовського, Полтава | 24 850  | Шахтар    | Динамо | 1:1 5:3 пен. | Чигринський (38)               | Мілевський (6)                                 |
| 2011 | 5 липня 2011    | «Ворскла» ім. Бутовського, Полтава | 24 750  | Шахтар    | Динамо | 1:3          | Фернандінью (11)               | Гусєв (5, пен.), Діакате (32), Мілевський (83) |
| 2015 | 14 липня 2015   | «Чорноморець», Одеса               | 34 134  | Динамо    | Шахтар | 0:2          |                                | Срна (90+2, пен.), Бернард (90+4)              |
| 2016 | 16 липня 2016   | «Чорноморець», Одеса               | 26 109  | Шахтар    | Динамо | 1:1 3:4 пен. | Фред (58)                      | Віда (80)                                      |
| 2017 | 15 липня 2017   | «Чорноморець», Одеса               | 34 164  | Шахтар    | Динамо | 2:0          | Феррейра (8, 56)               |                                                |
| 2018 | 21 липня 2018   | «Чорноморець», Одеса               |         | Шахтар    | Динамо | 0:1          |                                | Буяльський (18)                                |
| 2019 | 28 липня 2019   | «Чорноморець», Одеса               |         | Динамо    | Шахтар | 2:1          | Бурда (80), Гармаш (83)        | Алан Патрік (45)                               |
| 2020 | 25 серпня 2020  | НСК «Олімпійський», Київ           |         | Шахтар    | Динамо | 1:3          | Мораес (37)                    | де Пена (20), Родрігес (31), Фран Соль (83)    |
| 2021 | 22 вересня 2021 | НСК «Олімпійський», Київ           |         | Шахтар    | Динамо | 3:0          | Траоре (30, 54), Патрік (61)   |                                                |

### Чемпіонат СРСР
Всього 82 матчі в чемпіонаті СРСР:
- 41 перемога «Динамо», 15 перемог «Шахтаря», 26 нічиїх;
- 128 голів «Динамо», 79 голів «Шахтара».

| Сезон    | Дата             | Стадіон                            | Глядачі | Господарі   | Гості       | Рахунок | Голи господарів                                                                   | Голи гостей                                     |
| -------- | ---------------- | ---------------------------------- | ------- | ----------- | ----------- | ------- | --------------------------------------------------------------------------------- | ----------------------------------------------- |
| 1938     | 18 липня 1938    | «Динамо» ім. Єжова, Київ           | 18 000  | Динамо      | Стахановець | 2:0     | Лайко (27, 55)                                                                    |                                                 |
| 1939     | 30 червня 1939   | «Динамо», Київ                     | 20 000  | Динамо      | Стахановець | 1:1     | Афанасьєв (15)                                                                    | Бікезін (67 пен.)                               |
| 1939     | 30 вересня 1939  | «Стахановець», Сталіно             | 12 000  | Стахановець | Динамо      | 3:3     | Балаба (8), Васін (25), Несмєха (38)                                              | Комаров (4), Лайко (55), Шиловський (75)        |
| 1939     | 6 листопада 1939 | «Стахановець», Сталіно             | 10 000  | Стахановець | Динамо      | 3:1     | Бікезін (40 пен.), Яковлєв (63), Васін (80)                                       | Шиловський (25)                                 |
| 1940     | 2 липня 1940     | «Стахановець», Сталіно             | 8 000   | Стахановець | Динамо      | 1:2     | Яковлєв (28)                                                                      | Лайко (52, 60)                                  |
| 1940     | 6 жовтня 1940    | «Динамо», Київ                     | 5 000   | Динамо      | Стахановець | 1:1     | Красюк (12 аг)                                                                    | Красюк (64)                                     |
| 1949     | 2 травня 1949    | «Динамо», Київ                     | 40 000  | Динамо      | Шахтар      | 2:0     | Товт (21), Г. Пономарьов (2 тайм)                                                 |                                                 |
| 1949     | 15 серпня 1949   | «Шахтар», Сталіно                  |         | Шахтар      | Динамо      | 1:0     | Лейченко (2)                                                                      |                                                 |
| 1950     | 22 червня 1950   | «Динамо», Київ                     | 40 000  | Динамо      | Шахтар      | 4:1     | Алпатов (7), Сенгетовський (28), Г. Пономарьов (38), Віньковатов (64)             | Лерман (75 аг)                                  |
| 1950     | 26 липня 1950    | «Шахтар», Рутченкове               | 12 000  | Шахтар      | Динамо      | 6:0     | Гавриленко (32), В. Фомін (34), Колесников (35, 44), Д. Іванов (52), Савинов (80) |                                                 |
| 1951     | 11 червня 1951   | Республіканський ім. Хрущова, Київ | 60 000  | Динамо      | Шахтар      | 1:3     | Товт (46)                                                                         | О. Пономарьов (48, 72), Гавриленко (81 пен.)    |
| 1951     | 26 червня 1951   | «Шахтар», Сталіно                  | 25 000  | Шахтар      | Динамо      | 0:1     |                                                                                   | Віньковатов (72)                                |
| 1952     | 25 липня 1952    | «Динамо», Москва                   | 10 000  | Шахтар      | Динамо      | 0:4     |                                                                                   | В. Богданович (18, 69, 74), Зазроєв (70)        |
| 1955     | 20 травня 1955   | Республіканський ім. Хрущова, Київ | 40 000  | Динамо      | Шахтар      | 1:0     | Терентьєв (23)                                                                    |                                                 |
| 1955     | 11 вересня 1955  | «Шахтар», Сталіно                  | 30 000  | Шахтар      | Динамо      | 0:0     |                                                                                   |                                                 |
| 1956     | 6 травня 1956    | «Шахтар», Сталіно                  | 25 000  | Шахтар      | Динамо      | 1:1     | М. Думанський (37)                                                                | Липський (57)                                   |
| 1956     | 8 липня 1956     | Республіканський ім. Хрущова, Київ | 30 000  | Динамо      | Шахтар      | 1:2     | Каневський (5)                                                                    | Дубовицький (70), Бобошко (82)                  |
| 1957     | 19 травня 1957   | Республіканський ім. Хрущова, Київ | 60 000  | Динамо      | Шахтар      | 2:0     | О. Кольцов (43 пен.), С. Коршунов (87)                                            |                                                 |
| 1957     | 5 листопада 1957 | «Шахтар», Сталіно                  | 30 000  | Шахтар      | Динамо      | 2:0     | Бобошко (15), Дубовицький (21)                                                    |                                                 |
| 1958     | 2 травня 1958    | «Шахтар», Сталіно                  | 30 000  | Шахтар      | Динамо      | 1:0     | Паршин (2)                                                                        |                                                 |
| 1958     | 15 вересня 1958  | Республіканський ім. Хрущова, Київ | 45 000  | Динамо      | Шахтар      | 1:0     | В. Фомін (66)                                                                     |                                                 |
| 1959     | 13 липня 1959    | «Шахтар», Сталіно                  | 25 000  | Шахтар      | Динамо      | 0:2     |                                                                                   | Голодець (37, 73)                               |
| 1959     | 11 жовтня 1959   | Республіканський ім. Хрущова, Київ | 50 000  | Динамо      | Шахтар      | 1:1     | Біба (41 пен.)                                                                    | Федосов (67)                                    |
| 1960     | 10 квітня 1960   | «Шахтар», Сталіно                  | 24 000  | Шахтар      | Динамо      | 2:2     | Федосов (15, 53)                                                                  | Біба (6, 24)                                    |
| 1960     | 13 червня 1960   | Республіканський ім. Хрущова, Київ | 60 000  | Динамо      | Шахтар      | 4:1     | Ю. Ковальов (5), Каневський (25, 34), Трояновський (44)                           | Ананченко (14)                                  |
| 1962     | 31 травня 1962   | Республіканський ім. Хрущова, Київ | 55 000  | Динамо      | Шахтар      | 1:1     | Біба (38)                                                                         | Головко (33)                                    |
| 1962     | 22 серпня 1962   | «Шахтар», Донецьк                  | 35 000  | Шахтар      | Динамо      | 3:0     | Сорокін (75), Родін (84), Колосов (85)                                            |                                                 |
| 1963     | 7 травня 1963    | «Шахтар», Донецьк                  | 25 000  | Шахтар      | Динамо      | 3:1     | Ананченко (51), Родін (72), Хмельницький (77                                      | Біба (81)                                       |
| 1963     | 3 вересня 1963   | Центральний, Київ                  | 60 000  | Динамо      | Шахтар      | 3:1     | Войнов (7), Серебряников (74), Каневський (85)                                    | М. Іванов (11)                                  |
| 1964     | 2 липня 1964     | Центральний, Київ                  | 50 000  | Динамо      | Шахтар      | 1:1     | Медвідь (8)                                                                       | Хмельницький (82)                               |
| 1964     | 4 листопада 1964 | «Шахтар», Донецьк                  | 20 000  | Шахтар      | Динамо      | 0:0     |                                                                                   |                                                 |
| 1965     | 9 травня 1965    | «Локомотив», Донецьк               | 40 000  | Шахтар      | Динамо      | 3:2     | Родін (34, 50), Сальков (44)                                                      | Дровецький (85), Сабо (89 пен.)                 |
| 1965     | 8 листопада 1965 | Центральний, Київ                  | 40 000  | Динамо      | Шахтар      | 3:1     | Базилевич (54), Хмельницький (56), Серебряников (81)                              | Станкявічус (86)                                |
| 1966     | 28 липня 1966    | «Локомотив», Донецьк               | 30 000  | Шахтар      | Динамо      | 0:2     |                                                                                   | Мунтян (43), Біба (72)                          |
| 1966     | 8 вересня 1966   | Центральний, Київ                  | 45 000  | Динамо      | Шахтар      | 4:3     | Хмельницький (19), Біба (22), Бишовець (43), Сабо (65)                            | Ананченко (45, 89), Мізерний (81)               |
| 1967     | 27 квітня 1967   | Центральний, Київ                  | 25 000  | Динамо      | Шахтар      | 3:0     | Бишовець (32, 47), Хмельницький (84)                                              |                                                 |
| 1967     | 7 серпня 1967    | «Шахтар», Донецьк                  | 42 000  | Шахтар      | Динамо      | 2:1     | Базилевич (43, 81)                                                                | Мунтян (67)                                     |
| 1968     | 17 квітня 1968   | Центральний, Київ                  | 80 000  | Динамо      | Шахтар      | 1:1     | Бишовець (26)                                                                     | Зелькявічус (50)                                |
| 1968     | 27 липня 1968    | «Шахтар», Донецьк                  | 45 000  | Шахтар      | Динамо      | 2:3     | Глодяніс (17, 50)                                                                 | Турянчик (8, 61), Поллак (74 аг)                |
| 1969     | 15 серпня 1969   | «Шахтар», Донецьк                  | 41 000  | Шахтар      | Динамо      | 0:2     |                                                                                   | Серебряников (32), Пузач (74)                   |
| 1969     | 5 жовтня 1969    | Центральний, Київ                  | 40 000  | Динамо      | Шахтар      | 1:0     | Бишовець (82)                                                                     |                                                 |
| 1970     | 2 квітня 1970    | «Шахтар», Донецьк                  | 40 000  | Шахтар      | Динамо      | 0:1     |                                                                                   | Бишовець (61)                                   |
| 1970     | 10 вересня 1970  | Центральний, Київ                  | 50 000  | Динамо      | Шахтар      | 3:0     | Пузач (34), Мунтян (58), Дрозденко (82 аг)                                        |                                                 |
| 1971     | 2 травня 1971    | «Шахтар», Донецьк                  | 35 000  | Шахтар      | Динамо      | 0:1     |                                                                                   | Веремєєв (30)                                   |
| 1971     | 18 серпня 1971   | Центральний, Київ                  | 50 000  | Динамо      | Шахтар      | 4:3     | Веремєєв (16), Хмельницький (43, 47), Колотов (81)                                | Яремченко (26, 34 пен., 90 пен.)                |
| 1973     | 16 травня 1973   | «Шахтар», Донецьк                  | 45 000  | Шахтар      | Динамо      | 0:2     |                                                                                   | Мунтян (38), Дамін (88)                         |
| 1973     | 29 вересня 1973  | Центральний, Київ                  | 40 000  | Динамо      | Шахтар      | 2:1     | Блохін (9, 57)                                                                    | В. Захаров (77)                                 |
| 1974     | 21 квітня 1974   | Центральний, Київ                  | 65 000  | Динамо      | Шахтар      | 1:0     | Колотов (74 пен.)                                                                 |                                                 |
| 1974     | 6 серпня 1974    | «Шахтар», Донецьк                  | 40 000  | Шахтар      | Динамо      | 2:2     | Губич (26), Старухін (83)                                                         | Блохін (25 пен.), Онищенко (60)                 |
| 1975     | 27 квітня 1975   | Центральний, Київ                  | 40 000  | Динамо      | Шахтар      | 3:1     | Матвієнко (6), Блохін (30), Колотов (35)                                          | Ванкевич (66)                                   |
| 1975     | 13 вересня 1975  | «Шахтар», Донецьк                  | 42 000  | Шахтар      | Динамо      | 0:1     |                                                                                   | Блохін (75)                                     |
| 1976 (в) | 16 травня 1976   | «Локомотив», Донецьк               | 44 000  | Шахтар      | Динамо      | 0:0     |                                                                                   |                                                 |
| 1976 (о) | 22 вересня 1976  | «Шахтар», Донецьк                  | 20 000  | Шахтар      | Динамо      | 0:0     |                                                                                   |                                                 |
| 1977     | 14 червня 1977   | Центральний, Київ                  | 35 000  | Динамо      | Шахтар      | 2:0     | Коньков (28), Веремєєв (43)                                                       |                                                 |
| 1977     | 30 серпня 1977   | «Шахтар», Донецьк                  | 45 000  | Шахтар      | Динамо      | 0:0     |                                                                                   |                                                 |
| 1978     | 22 квітня 1978   | Центральний, Київ                  | 33 000  | Динамо      | Шахтар      | 1:2     | Блохін (22)                                                                       | Коньков (68 аг), Роговський (77)                |
| 1978     | 30 липня 1978    | «Локомотив», Донецьк               | 46 000  | Шахтар      | Динамо      | 2:0     | Сафонов (36), Старухін (43)                                                       |                                                 |
| 1979     | 6 червня 1979    | «Локомотив», Донецьк               | 43 000  | Шахтар      | Динамо      | 1:0     | Старухін (83)                                                                     |                                                 |
| 1979     | 22 серпня 1979   | «Динамо», Київ                     | 20 000  | Динамо      | Шахтар      | 2:0     | Журавльов (38), Лозинський (67)                                                   |                                                 |
| 1980     | 19 червня 1980   | «Динамо», Київ                     | 19 000  | Динамо      | Шахтар      | 5:0     | Блохін (10, 89), Бойко (51), Буряк (56 пен.), Хапсаліс (65)                       |                                                 |
| 1980     | 5 жовтня 1980    | «Локомотив», Донецьк               | 35 000  | Шахтар      | Динамо      | 0:1     |                                                                                   | Каплун (35)                                     |
| 1981     | 7 квітня 1981    | «Локомотив», Донецьк               | 38 000  | Шахтар      | Динамо      | 0:0     |                                                                                   |                                                 |
| 1981     | 21 серпня 1981   | Республіканський, Київ             | 48 500  | Динамо      | Шахтар      | 2:1     | Веремєєв (65), Буряк (85)                                                         | Горбунов (14)                                   |
| 1982     | 12 травня 1982   | «Шахтар», Донецьк                  | 36 700  | Шахтар      | Динамо      | 0:0     |                                                                                   |                                                 |
| 1982     | 11 вересня 1982  | Республіканський, Київ             | 22 500  | Динамо      | Шахтар      | 5:0     | Євтушенко (23 пен.), Хлус (25), Лозинський (45), Буряк (83), Пасічний (86)        |                                                 |
| 1983     | 20 червня 1983   | Республіканський, Київ             | 20 000  | Динамо      | Шахтар      | 1:1     | Блохін (72)                                                                       | С. Морозов (53)                                 |
| 1983     | 9 серпня 1983    | «Шахтар», Донецьк                  | 40 395  | Шахтар      | Динамо      | 1:2     | Смолянинов (60)                                                                   | Євтушенко (10), Заваров (85)                    |
| 1984     | 15 червня 1984   | «Шахтар», Донецьк                  | 34 650  | Шахтар      | Динамо      | 1:1     | Грачов (47)                                                                       | Блохін (17)                                     |
| 1984     | 2 серпня 1984    | Республіканський, Київ             | 23 500  | Динамо      | Шахтар      | 2:2     | Заваров (43), Блохін (54)                                                         | Ященко (69), Гошкодеря (73)                     |
| 1985     | 9 квітня 1985    | «Шахтар», Донецьк                  | 38 200  | Шахтар      | Динамо      | 1:2     | Кравченко (84 пен.)                                                               | Бєланов (10, 60)                                |
| 1985     | 3 вересня 1985   | Республіканський, Київ             | 30 000  | Динамо      | Шахтар      | 2:0     | Євтушенко (47), Яремчук (88)                                                      |                                                 |
| 1986     | 11 вересня 1986  | «Шахтар», Донецьк                  | 37 500  | Шахтар      | Динамо      | 3:3     | Петров (55, 87, 89 пен.)                                                          | Михайличенко (13), Рац (44), Безсонов (80 пен.) |
| 1986     | 3 грудня 1986    | Республіканський, Київ             | 29 000  | Динамо      | Шахтар      | 4:1     | Заваров (15), Бєланов (28, 34, 81)                                                | Петров (84)                                     |
| 1987     | 6 травня 1987    | «Шахтар», Донецьк                  | 40 000  | Шахтар      | Динамо      | 1:0     | Грачов (86)                                                                       |                                                 |
| 1987     | 14 липня 1987    | Республіканський, Київ             | 56 000  | Динамо      | Шахтар      | 0:0     |                                                                                   |                                                 |
| 1988     | 12 березня 1988  | «Шахтар», Донецьк                  | 40 000  | Шахтар      | Динамо      | 1:1     | Кобозєв (14)                                                                      | Заваров (72)                                    |
| 1988     | 17 вересня 1988  | Республіканський, Київ             | 38 000  | Динамо      | Шахтар      | 0:0     |                                                                                   |                                                 |
| 1989     | 19 квітня 1989   | Республіканський, Київ             | 39 500  | Динамо      | Шахтар      | 1:0     | Бєланов (18)                                                                      |                                                 |
| 1989     | 1 жовтня 1989    | «Шахтар», Донецьк                  | 39 500  | Шахтар      | Динамо      | 3:3     | Юрченко (38), Гуляєв (57), Леонов (64)                                            | Саленко (28, 34), Заєць (55)                    |
| 1990     | 21 квітня 1990   | Республіканський, Київ             | 10 300  | Динамо      | Шахтар      | 2:0     | Протасов (38 пен.), Шматоваленко (60)                                             |                                                 |
| 1990     | 26 липня 1990    | «Шахтар», Донецьк                  | 25 500  | Шахтар      | Динамо      | 2:2     | Євсєєв (28 пен.), Кобозєв (70)                                                    | Протасов (40), Литовченко (50)                  |
| 1991     | 15 березня 1991  | Республіканський, Київ             | 6 000   | Динамо      | Шахтар      | 0:0     |                                                                                   |                                                 |
| 1991     | 27 жовтня 1991   | «Шахтар», Донецьк                  | 7 500   | Шахтар      | Динамо      | 1:2     | Ребров (62)                                                                       | Саленко (16), Грицина (77)                      |

### Кубок СРСР
Всього 3 матчі в кубку СРСР:
- 2 перемоги «Динамо», 1 перемога «Шахтаря»;
- 4 голи «Динамо», 3 голи «Шахтаря».

| Сезон   | Етап       | Дата           | Стадіон           | Глядачі | Господарі | Гості  | Рахунок | Голи господарів              | Голи гостей   |
| ------- | ---------- | -------------- | ----------------- | ------- | --------- | ------ | ------- | ---------------------------- | ------------- |
| 1967—68 | 1/8 фіналу | 23 липня 1968  | «Шахтар», Донецьк |         | Шахтар    | Динамо | 1:0     | Яремченко (4)                |               |
| 1978    | Фінал      | 12 серпня 1978 | «Торпедо», Москва | 22 000  | Динамо    | Шахтар | 2:1     | Блохін (55, 92)              | Старухін (15) |
| 1984—85 | Фінал      | 23 червня 1985 | «Лужники», Москва | 53 200  | Динамо    | Шахтар | 2:1     | Дем'яненко (56), Блохін (58) | Морозов (68)  |

### Кубок УРСР
Всього 5 матчів у кубку УРСР:
- 4 перемоги «Динамо», 1 нічия;
- 9 голів «Динамо», 5 голів «Шахтаря».

| Сезон | Етап           | Дата             | Стадіон                  | Глядачі | Господарі | Гості       | Рахунок | Голи господарів                   | Голи гостей    |
| ----- | -------------- | ---------------- | ------------------------ | ------- | --------- | ----------- | ------- | --------------------------------- | -------------- |
| 1938  | 1/4 фіналу     | 9 серпня 1938    | «Динамо» ім. Єжова, Київ |         | Динамо    | Стахановець | 3:2     | Кузьменко (7, 79), Щегоцький (84) | ? (53), ? (56) |
| 1944  | Фінальна група | жовтень 1944     | «Динамо», Київ           |         | Динамо    | Стахановець | 1:0     | ?                                 |                |
| 1946  | 1/2 фіналу     | 8 листопада 1946 | «Динамо», Київ           |         | Динамо    | Шахтар      | 2:2     | ?                                 | ?              |
| 1946  | 1/2 фіналу     | 9 листопада 1946 | «Динамо», Київ           |         | Динамо    | Шахтар      | 2:1     | ?                                 | ?              |
| 1948  | 1/2 фіналу     | 21 жовтня 1948   | «Динамо», Київ           |         | Динамо    | Шахтар      | 1:0     | Віньковатий(1 тайм, пен.)         |                |

### Суперкубок СРСР
Всього 2 матчі в суперкубку СРСР:
- 2 перемоги «Динамо» (обидві — в серії пенальті);
- 3 голи «Динамо», 3 голи «Шахтаря».

| Сезон | Дата           | Стадіон                  | Глядачі | Господарі | Гості  | Рахунок      | Голи господарів                | Голи гостей                        |
| ----- | -------------- | ------------------------ | ------- | --------- | ------ | ------------ | ------------------------------ | ---------------------------------- |
| 1980  | 3 березня 1981 | «Локомотив», Сімферополь | 32 000  | Динамо    | Шахтар | 1:1 5:4 пен. | Бойко (41)                     | Кравченко (52)                     |
| 1985  | 11 квітня 1986 | Республіканський, Київ   | 65 300  | Динамо    | Шахтар | 2:2 3:1 пен. | Щербаков (73), Євтушенко (118) | Соколовський (54), Кравченко (117) |

### Кубок Федерації футболу СРСР
Всього 5 матчі в кубку Федерації футболу СРСР:
- 3 перемоги «Шахтаря», 1 перемога «Динамо», 1 нічия
- 5 голів «Шахтаря», 7 голів «Динамо».

| Сезон | Етап    | Дата            | Стадіон                | Глядачі | Господарі | Гості  | Рахунок | Голи господарів                           | Голи гостей                  |
| ----- | ------- | --------------- | ---------------------- | ------- | --------- | ------ | ------- | ----------------------------------------- | ---------------------------- |
| 1986  | Група В | 26 вересня 1986 | Республіканський, Київ | 4 500   | Динамо    | Шахтар | 1:2     | Каратаєв (64)                             | Герасимець (59), Грачов (67) |
| 1987  | Група Г | 2 червня 1987   | «Шахтар», Донецьк      | 35 000  | Шахтар    | Динамо | 1:0     | Юрченко (64)                              |                              |
| 1987  | Група Г | 25 вересня 1987 | «Динамо», Київ         | 1 500   | Динамо    | Шахтар | 3:2     | Заваров (42), Блохін (72), Євтушенко (81) | Ралюченко (49), Ященко (68)  |
| 1989  | Група В | 21 березня 1989 | «Динамо», Київ         | 1 500   | Динамо    | Шахтар | 1:1     | Стельмах (90)                             | Гуляєв (25)                  |
| 1989  | Група В | 29 травня 1989  | «Шахтар», Донецьк      | 9 000   | Шахтар    | Динамо | 1:0     | Кобозев (28)                              |                              |

### Єврокубки
Всього 2 матчі в єврокубках:
- 1 перемога «Шахтаря», 1 нічия;
- 1 вихід «Шахтаря» в наступний раунд плей-оф;
- 3 голи «Шахтаря», 2 голи «Динамо».

| Сезон     | Турнір     | Етап       | Дата           | Стадіон                          | Глядачі | Господарі | Гості  | Рахунок | Голи господарів           | Голи гостей      |
| --------- | ---------- | ---------- | -------------- | -------------------------------- | ------- | --------- | ------ | ------- | ------------------------- | ---------------- |
| 2008—2009 | Кубок УЄФА | 1/2 фіналу | 30 квітня 2009 | «Динамо» ім. Лобановського, Київ | 16 500  | Динамо    | Шахтар | 1:1     | Чигринський (22 аг)       | Фернандінью (68) |
| 2008—2009 | Кубок УЄФА | 1/2 фіналу | 7 травня 2009  | РСК «Олімпійський», Донецьк      | 25 000  | Шахтар    | Динамо | 2:1     | Жадсон (17), Ілсінью (89) | Бангура (49)     |

### Неофіційні матчі
Всього 1 неофіційний матч:
- 1 перемога «Динамо» (в серії пенальті);
- 2 голи «Динамо», 2 голи «Шахтаря».

| Дата             | Стадіон                                  | Глядачі | Турнір                              | Господарі   | Гості       | Рахунок      | Голи господарів                                             | Голи гостей                              |
| ---------------- | ---------------------------------------- | ------- | ----------------------------------- | ----------- | ----------- | ------------ | ----------------------------------------------------------- | ---------------------------------------- |
| 2 листопада 1936 | ім. Постишева, Сталіно                   |         | Товариський                         | Стахановець | Динамо      | 0:3          |                                                             | Гончаренко (16), Шиловський (37 пен., ?) |
| 3 листопада 1936 | ім. Постишева, Сталіно                   |         | Товариський                         | Стахановець | Динамо      | 1:4          | ?                                                           | ?                                        |
| 22 вересня 1940  | «Динамо», Київ                           |         | Товариський                         | Динамо      | Стахановець | 1:0          | ?                                                           |                                          |
| 23 липня 1944    | «Динамо», Київ                           |         | Товариський                         | Динамо      | Стахановець | 1:2          | ?                                                           | ?                                        |
| 25 липня 1944    | «Динамо», Київ                           |         | Товариський                         | Динамо      | Стахановець | 0:0          |                                                             |                                          |
| 6 березня 1951   | Сочі                                     |         | Товариський                         | Динамо      | Шахтар      | 1:0          | Товт (8)                                                    |                                          |
| 25 травня 1952   | Республіканський ім. Хрущова, Київ       |         | Товариський                         | Динамо      | Шахтар      | 6:2          | Сенгетовський (22, ?, ?), Коман (43, ?), В. Богданович (?)  | ? (85+), ? (85+)                         |
| 15 лютого 1953   | «Динамо», Київ                           | 8 000   | Товариський                         | Динамо      | Шахтар      | 4:0          | Зазроєв (5), Коман (7), Сенгетовський (9), Віньковатов (44) |                                          |
| 25 березня 1954  | Сочі                                     |         | Товариський                         | Динамо      | Шахтар      | 0:2          |                                                             | Федосов (?, ?)                           |
| 25 березня 1955  | Леселідзе (Грузія)                       |         | Товариський                         | Динамо      | Шахтар      | 1:2          | ?                                                           | Голубєв (? аг), Сапронов (?)             |
| 23 жовтня 1955   | Республіканський ім. Хрущова, Київ       |         | Товариський                         | Динамо      | Шахтар      | 3:1          | Терентьєв (?), Грамматикопуло (?), Ларіонов (?)             | Федосов (?)                              |
| 24 березня 1956  | Леселідзе                                |         | Товариський                         | Динамо      | Шахтар      | 1:0          | Терентьєв (?)                                               |                                          |
| 4 лютого 1969    | Гагра                                    |         | Товариський                         | Динамо      | Шахтар      | 1:0          | Кащей (10)                                                  |                                          |
| 5 лютого 1970    | Леселідзе                                |         | Товариський                         | Динамо      | Шахтар      | 2:0          | Кащей (1 тайм), Веремєєв (2 тайм)                           |                                          |
| 30 січня 1974    | Леселідзе                                |         | Товариський                         | Динамо      | Шахтар      | 0:0          |                                                             |                                          |
| 2 березня 1974   | Леселідзе                                |         | Товариський                         | Динамо      | Шахтар      | 0:1          |                                                             | Шевлюк (90)                              |
| 13 лютого 1977   | Леселідзе                                |         | Товариський                         | Динамо      | Шахтар      | 1:1          | Буряк (7X пен.)                                             | В. Рудаков (70)                          |
| 18 січня 1978    | Палац спортивних ігор «Зеніт», Ленінград |         | Всесоюзний турнір на призи «Недели» | Динамо      | Шахтар      | 1:1          | Колотов (45)                                                | Дудинський (2)                           |
| 11 лютого 1978   | Леселідзе                                |         | Товариський                         | Динамо      | Шахтар      | 2:0          | Малько (?), Буряк (?)                                       |                                          |
| 17 січня 1984    | Сочі                                     |         | Товариський                         | Динамо      | Шахтар      | 2:0          | Заваров (1 тайм), Хлус (2 тайм)                             |                                          |
| 18 лютого 1985   | Сочі                                     |         | Товариський                         | Динамо      | Шахтар      | 0:1          |                                                             | Ященко (1 тайм)                          |
| 6 лютого 1991    | Адлер                                    |         | Товариський                         | Динамо      | Шахтар      | 0:1          |                                                             | Кобозєв (? пен.)                         |
| 14 травня 2003   | НСК «Олімпійський», Київ                 | 37 000  | Турнір пам'яті Лобановського, фінал | Динамо      | Шахтар      | 3:2          | Леко (6), Рінкон (73), Шацьких (96)                         | Брандау (22), Костянтин Ярошенко (65)    |
| 31 січня 2008    | «Блюмфельд», Тель-Авів                   | 5 000   | Кубок Першого каналу, фінал         | Шахтар      | Динамо      | 2:2 2:3 пен. | Фернандінью (86 пен., 118 пен.)                             | Юссуф (90+3), Шацьких (105)              |